# San Miguel (Buenos Aires)

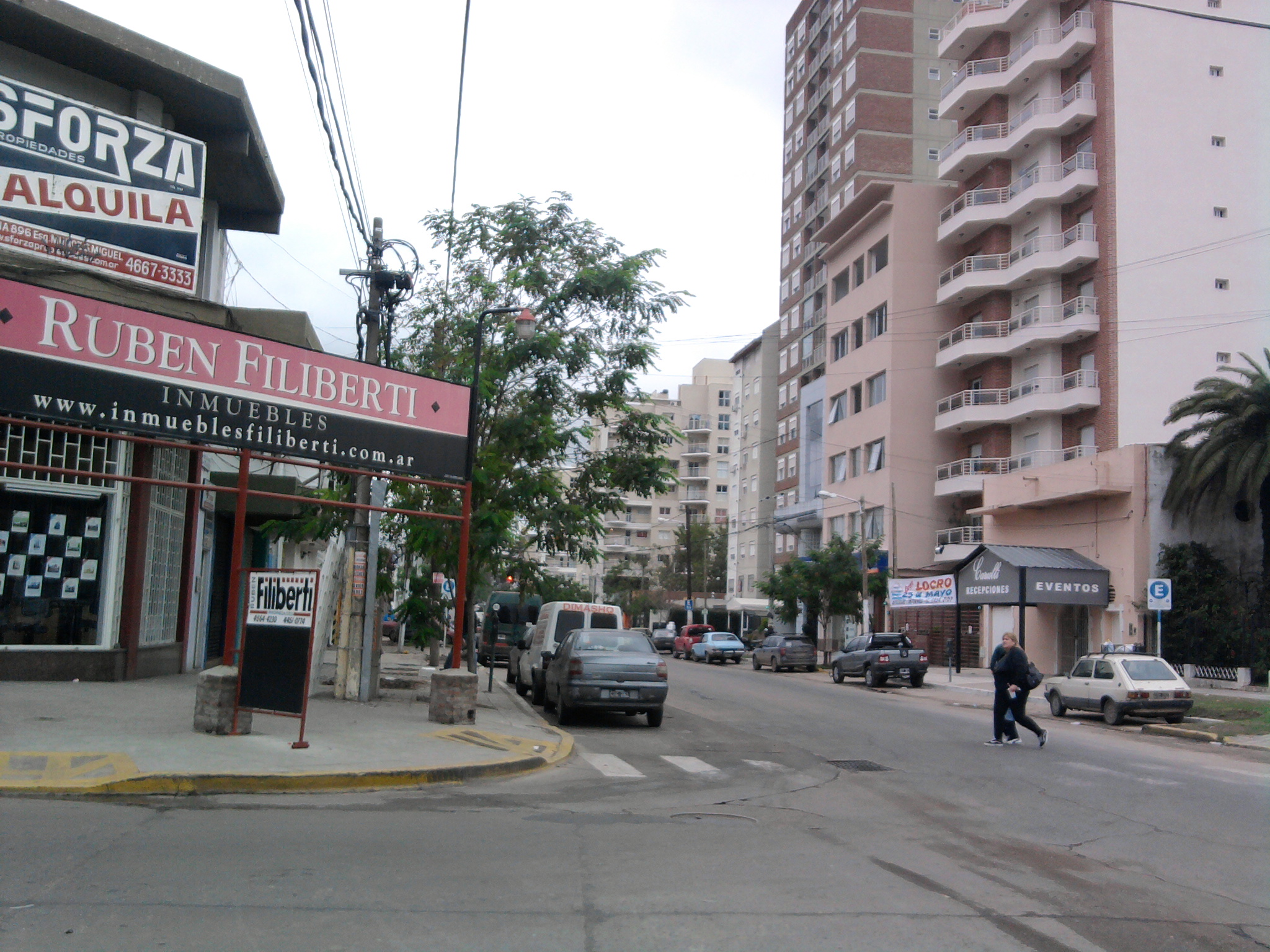
Calle Domingo Sarmiento, San Miguel (2012)

San Miguel ist eine argentinische Stadt im Ballungsraum der Hauptstadt Buenos Aires, dem Gran Buenos Aires. 
Die Stadt liegt etwa 30 Kilometer nordwestlich des Zentrums von Buenos Aires und ist Hauptstadt des Partido San Miguel, das laut der Volkszählung 2001 253.086 Einwohner hatte. Dieses war bis in die 1990er-Jahre das Zentrum des Distrikts General Sarmiento, der aber dann in San Miguel, José C. Paz und Malvinas Argentinas aufgeteilt wurde.
Aufsehen erregte San Miguel Ende der 1990er-Jahre, als Aldo Rico von der rechtskonservativen Partei Movimiento por la Dignidad y la Independencia Bürgermeister des Partido wurde, was zu mehreren sehr restriktiven Gesetzen und Verordnungen führte.
San Miguel ist nicht zu verwechseln mit der Stadt San Miguel del Monte, die 100 Kilometer südwestlich von Buenos Aires liegt.

## Söhne und Töchter der Stadt
- Patricia Lasala, Tangosängerin
- Eduardo Trillini (* 1958), Radrennfahrer
- Carlos Tapia (* 1962), Fußballspieler
- Damián Migueles (* 1983), Handballspieler
- Ezequiel Fernández (* 2002), Fußballspieler